# ویکی‌سفر روسی
ویکی‌سفر روسی نسخهٔ زبان روسی وب‌گاه،ویکی‌سفر است؛ که در تاریخ ۱۸ اکتبر ۲۰۱۳ ایجاد گردید.

## تاریخچه
نسخه زبان روسی ویکی‌سفر هم اکنون، با بیش از ۴۲۴۹ راهنمای سفر، در ردهٔ ششم ویکی‌سفرها قرار دارد.